# 1882年のメジャーリーグベースボール
以下は、メジャーリーグベースボール（MLB）における1882年のできごとを記す。
アメリカン・アソシエーションではシンシナティ・レッドストッキングスが、ナショナルリーグではシカゴ・ホワイトストッキングスが優勝。
1881年のメジャーリーグベースボール - 1882年のメジャーリーグベースボール - 1883年のメジャーリーグベースボール

## できごと
- 前年秋にアメリカン・アソシエーションが創設され、この年からリーグ戦を行う。創設時に加盟メンバーであったブルックリン・アトランティックスがすぐに脱退したため、ボルチモアが急ぎ加盟した。
- ナショナルリーグ会長のウィリアム・ハルバートが4月10日に死去した。1832年ニューヨーク州バーリントンフラッツに生まれ、ウイスコンシンで成長し、シカゴに出て実業家になった。ハルバートと野球の結びつきは1874年にシカゴ・ホワイトストッキングス(現在のカブス)の株主になり代表者になったことで始まった。次第に野球に情熱を燃やし始めるとともに、選手が寄り集まって出来た全米プロ野球選手協会(ナショナル・アソシエーション・NAPBP)の運営のルーズさを批判して、新しい組織を作ることを決意した。それがベースボールクラブを組織化したナショナルリーグであった。モーガン・バークリーが初代会長だが、実質はウィリアム・ハルバートとアルバート・スポルディングがナショナルリーグの創立者であった。1877年ルイビル・グレイズに所属するジム・デブリン、ジョージ・ホール、ビル・クレイバー、アル・ニコルズの4選手が野球賭博に関わり、故意に試合を負けたりしたことが発覚して、球団はシーズン中途で解雇した時に、ハルバート会長はこの4選手を永久追放処分とした。後のブラックスソックス事件が起こる40年以上も前のことである。ただこのことで評価されることはなかった。彼が殿堂入りしたのは1995年であった。

## 最終成績
| 1 | シンシナティ・レッドストッキングス   | 55 | 25 | .688 | -    |
| 2 | ルイビル・エクリプス                 | 42 | 38 | .525 | 13.0 |
| 3 | フィラデルフィア・アスレチックス     | 41 | 34 | .547 | 11.5 |
| 4 | ピッツバーグ・アレゲニーズ           | 39 | 39 | .500 | 15.0 |
| 5 | セントルイス・ブラウンストッキングス | 37 | 43 | .463 | 18.0 |
| 6 | ボルチモア・オリオールズ             | 19 | 54 | .260 | 32.5 |

| 1 | シカゴ・ホワイトストッキングス | 55 | 29 | .655 | -    |
| 2 | プロビデンス・グレイズ         | 52 | 32 | .619 | 3.0  |
| 3 | ボストン・レッドストッキングス | 45 | 39 | .536 | 10.0 |
| 4 | バッファロー・バイソンズ       | 45 | 39 | .536 | 10.0 |
| 5 | クリーブランド・ブルース       | 42 | 40 | .512 | 12.0 |
| 6 | デトロイト・ウルバリンズ       | 42 | 41 | .506 | 12.5 |
| 7 | トロイ・トロージャンズ         | 35 | 48 | .422 | 19.5 |
| 8 | ウースター・ルビーレッグス     | 18 | 66 | .214 | 37.0 |

## 個人タイトル

### アメリカン・アソシエーション
| 項目   | 選手                       | 記録 |
| ------ | -------------------------- | ---- |
| 打率   | ピート・ブラウニング (LOU) | .378 |
| 本塁打 | オスカー・ウォーカー (STL) | 7    |
| 打点   | ヒック・カーペンター (CIN) | 67   |
| 得点   | エド・スワートウッド (PIT) | 87   |
| 安打   | ヒック・カーペンター (CIN) | 120  |

| 項目   | 選手                         | 記録  |
| ------ | ---------------------------- | ----- |
| 勝利   | ウィル・ホワイト (CIN)       | 40    |
| 防御率 | デニー・ドリスコール (PIT)   | 1.21  |
| 奪三振 | トニー・マレーン (LOU)       | 170   |
| 投球回 | ウィル・ホワイト (CIN)       | 480.0 |
| セーブ | エディ・ファサルバック (STL) | 1     |

### ナショナルリーグ
| 項目   | 選手                     | 記録 |
| ------ | ------------------------ | ---- |
| 打率   | ダン・ブローザース (BUF) | .368 |
| 本塁打 | ジョージ・ウッド (DTN)   | 7    |
| 打点   | キャップ・アンソン (CHC) | 83   |
| 得点   | ジョージ・ゴア (CHC)     | 99   |
| 安打   | ダン・ブローザース (BUF) | 129  |

| 項目   | 選手                         | 記録  |
| ------ | ---------------------------- | ----- |
| 勝利   | ジム・マコーミック (CLV)     | 36    |
| 防御率 | ラリー・コーコラン (CHC)     | 1.95  |
| 奪三振 | チャールズ・ラドボーン (PRO) | 201   |
| 投球回 | ジム・マコーミック (CLV)     | 595.2 |
| セーブ | モンテ・ウォード (PRO)       | 2     |

## 参考
- ナショナルリーグ順位表
- アメリカン・アソシエーション順位表